# Wróblowa
Wróblowa est une localité polonaise de la gmina de Brzyska, située dans le powiat de Jasło en voïvodie des Basses-Carpates.